# Керрін Лі-Гартнер
Керрін Лі-Гартнер (англ. Kerrin Lee-Gartner) — канадська гірськолижниця, олімпійська чемпіонка. 
Золоту олімпійську медаль та звання олімпійської чемпіонки Лі-Гартнер виборола на Альбервільській олімпіаді 1992 року у швидкісному спуску.
Крім олімпійської звитяги Лі-Гартнер мала 6 подіумів на етапах кубка світу, але не здобула жодної перемоги. Після завершення спортивної кар'єри вона працювала на канадському телебаченні. 

## Зовнішні посилання
- Досьє на сайті Міжнародної федерації лижних видів спорту [Архівовано 18 Лютого 2018 у Wayback Machine.]

## Виноски
1. ↑  http://www.telegraph.co.uk/sport/othersports/winter-olympics/7244380/Winter-Olympics-2010-Thrills-spills-and-overexcited-commentators-have-me-hooked.html
2. ↑  http://www.sports-reference.com/olympics/winter/1988/ASK/womens-downhill.html
3. ↑  http://www.nytimes.com/reuters/2010/01/27/sports/sports-uk-olympics-home.html
4. ↑  http://olympic.ca/game/1988-calgary/page/2/
5. ↑  http://olympic.ca/team-canada/kerrin-lee-gartner/
6. ↑  http://olympic.ca/game/1994-lillehammer/page/2/
7. ↑  Albertville 1992 Official Report (PDF). Le Comite d'Organisation des Jeux Olympiques Albertville. LA84 Foundation. 1992. Архів оригіналу (PDF) за 26 лютого 2008. Процитовано 3 січня 2014.
8. ↑  Sekeres, Matthew (8 червня 2009). Where are they now? Kerrin Lee-Gartner. Globe and Mail. Архів оригіналу за 4 Березня 2016. Процитовано 11 березня 2014.